# 菲利普·佩利沃
菲利普·佩利沃（Filip Peliwo，1994年1月30日—）是加拿大網球運動員。菲利普是加拿大第二個獲得大滿貫單打賽事冠軍的選手，也是首個獲得大滿貫單打賽事冠軍的加拿大男子網球選手。他贏得了2012年溫布爾登網球錦標賽男子少年的冠軍。並且也是2012年美國網球公開賽男子少年的冠軍。

## 外部連結
- 菲利普·佩利沃（英文/西班牙文）的官方資料
- 菲利普·佩利沃的國際網球總會 職業／青少年 官方資料（英文）
- 菲利普·佩利沃的官方資料（英文）
- 菲利普·佩利沃的X（前Twitter）